# Gerygone ruficollis
Gerygone ruficollis es una especie de ave Passeriformes del género Gerygone; pertenece a la Superfamilia Meliphagoidea (familia de los Pardalotidae, perteneciente a la subfamilia Acanthizidae).

## Subespecies
- Gerygone ruficollis insperata
- Gerygone ruficollis ruficollis

## Localización
Es una especie de ave que se localiza en Nueva Guinea